# Max Zweig
Max Zweig (geboren 22. Juni 1892 in Prossnitz, Österreich-Ungarn; gestorben 5. Januar 1992 in Jerusalem) war ein österreichisch-israelischer Dramatiker.

## Leben
Max Zweig war ein Sohn des Rechtsanwalts Gustav Zweig und der Helene Rottberger, seine Mutter wurde Opfer des Holocaust. Nach einem Jurastudium, das er mit der Promotion abschloss, lebte Zweig als freier Schriftsteller in Wien und Berlin. Nach der Machtübergabe an die Nationalsozialisten in Deutschland musste er im Jahr 1934 nach Prag auswandern. Von dort floh er 1938 nach Tel Aviv ins unfreiwillige Exil – Hebräisch hat er dort nie gelernt, aus Angst, durch die intensive Beschäftigung mit einer anderen Sprache seine literarische Ausdrucksfähigkeit im Deutschen einzubüßen.
Max Zweig war ein Vetter von Stefan Zweig. Nach dem Tod seiner ersten Frau Margarete heiratete er die Schweizer Harfenistin Wilhelmine Bucherer, jedoch blieb die Ehe im Staat Israel aufgrund der Weigerung Bucherers zum Judentum zu konvertierten nicht anerkannt.

## Sammelbände
- Dramen, Gesammelte Werke 1, Igel Verlag, 1997, ISBN 3-89621-048-3

Der Abgrund, Medea in Prag, Die Entscheidung Lorenzo Morenos, Israel! Was nun? Hg. und Nachwort Eva Reichmann.
- Dramen, Gesammelte Werke 2, Igel Verlag, 1999, ISBN 3-89621-092-0

Der Moloch, Die deutsche Bartholomäusnacht, Ghetto Warschau, Die Verdammten, Aufruhr des Herzens, Hg. und Nachwort Eva Reichmann.
- Dramen, Gesammelte Werke 3, Igel Verlag, 1999, ISBN 3-89621-093-9

Elimelech und die Jünger, Die Marannen, Davidia, Saul, Hg. Eva Reichmann, Nachwort Armin A. Wallace.
- Dramen, Gesammelte Werke 4, Igel Verlag, 2000, ISBN 3-89621-119-6

Morituri, Lilith, Franziskus, Pia Cameron, Das Wunder der Hilarius, Hg. und Nachwort Eva Reichmann.
- Dramen, Gesammelte Werke 5, Igel Verlag, 2000, ISBN 3-89621-120-X

Ragen, St. Helena, Rasputin, Tolstois Gefangenschaft und Flucht, Der Generalsekretär, Hg.  Eva Reichmann, Nachwort Armin A. Wallace.

## Autobiografie
- Lebenserinnerungen. Bleicher Verlag, 1987, ISBN 3-88350-655-9.
- Autobiographisches und verstreute Schriften aus dem Nachlass. Gesammelte Werke 6, Igel Verlag, 2002, ISBN 3-89621-155-2, Hg. Eva Reichmann.

## Mitgliedschaften (Auswahl)
- Paul-Ernst-Gesellschaft